# Nokia 7373
Nokia 7373 — мобільний телефон, випущений компанією Nokia у 2006 році. Частина лінійки «L'amour Collection».

## Опис
Nokia 7373, який можна відкрити, обертаючи його, як віяло, був оновленою версією телефону Nokia 7370 із серії L'Amour, призначеної для жінок, через що має не так багато відмінностей від попередньої версії. Його колірні варіанти були пудрово-рожевий (Warm Amber) і бронзово-чорний (Coffee Brown), а поверхня мала рельєф.
Модель телефону має дводюймовий кольоровий екран, музичний плеєр, FM-радіо, стереодинаміки та камеру, яка також включає можливість запису відео. У комплекті з телефоном йшли стереонавушники. Завдяки слоту для карти пам'яті MicroSD можна додати додаткові 2 гігабайти.
Акумулятор цієї моделі літій-іонний ємністю 840 мАч (BL-4B). За заявою виробника, акумулятор здатний забезпечити до 250 годин роботи в режимі очікування та до 2.5 годин роботи в режимі розмови

## Характеристики
- Стандарти: GSM/EDGE 850/900/1800/1900
- Екран: OLED, 16 млн квітів, 240 х 320 пікселів, діагональ 2 "
- Бездротові інтерфейси: Bluetooth ver. 2,
- Проводове підключення: POP-Port
- Фото/Відеокамера: 2 Мпікс з 8-кратним зумом та можливістю запису відеороликів
- Мультимедіа: FM-Радіо, MP3-плеєр
- Пам'ять: 12 МБ вбудованої динамічно розподіляє пам'яті
- Процесор: 220 МГц
- Слоти розширення: microSD (TransFlash)
- Операційна система: Series 40
- Батарея: знімний літій-іонний акумулятор
- час роботи при розмові: 2,5 год
- Час автономної роботи: 250 ч.[5]